# Trentepohlia (Paramongoma) pusilla
Trentepohlia (Paramongoma) pusilla is een tweevleugelige uit de familie steltmuggen (Limoniidae). De soort komt voor in het Oriëntaals gebied.